# Drehfeld
Als Drehfeld wird in der Elektrotechnik ein Magnetfeld bezeichnet, das sich fortlaufend um eine Rotationsachse dreht. Als  erster erkannte Nikola Tesla den Nutzen des elektromagnetischen Drehfelds und entwickelte es weiter.

## Grundlagen
Drehfelder werden erzeugt, um die Wellen von Drehstrommotoren und selbstständig anlaufenden Wechselstrommotoren anzutreiben. Das Drehfeld zieht den koaxial auf der Welle des Motors befestigten Rotor magnetisch mit.
Dreiphasenwechselstrom bietet durch den zeitlichen Versatz der drei Wechselströme die Möglichkeit, durch die kreisförmige Anordnung von Spulen ein Drehfeld zu erzeugen. Im einfachsten Fall werden dazu sechs Spulen im Kreis angeordnet und die jeweils gegenüberliegenden Spulen zu einem Polpaar zusammengeschaltet, das die beiden Pole eines Elektromagneten bildet. Das Vertauschen zweier beliebiger Außenleiter des Dreiphasenwechselstroms bewirkt eine Umkehr der Drehrichtung. Die Phasen sind um je 120° verschoben. 

Visualisierung des Drehfeldes in einer Drehstrommaschine
Zeitliche Abfolge der einzelnen phasenversetzten Spannungen als Vektoren
Darstellung als Summenvektor. Die Spitze des äußeren Vektors beschreibt einen Kreis.

Ein Drehfeld kann auch mit Zweiphasenwechselstrom erzeugt werden. Er bildet durch den zeitlichen Versatz zweier Wechselströme um 90° ein Drehfeld. Zweiphasenwechselstrom spielt in der Energieübertragung keine wesentliche Rolle, da die Leiterquerschnitte schlecht ausgenutzt werden, wird aber bei manchen Maschinen wie dem Zweiphasen-Synchronmotor zur Erzeugung eines Drehfeldes verwendet.

## Mathematischer Ansatz
Die Polpaare werden reihum zeitversetzt vom Wechselstrom magnetisiert, sodass sich idealisiert ein drehendes Magnetfeld ergibt, dessen Drehzahl {\displaystyle n_{\text{s}}} der Frequenz {\displaystyle f} des Wechselstroms entspricht:
{\displaystyle n_{\text{s}}\sim f}
Durch Vervielfachung der Polpaaranzahl {\displaystyle p} je Außenleiter reduziert sich die Drehzahl:
{\displaystyle n_{\text{s}}={\frac {f}{p}}}
Die maximale Drehzahl bei der üblichen Frequenz des Stromnetzes von 50 Hz beträgt:
{\displaystyle n_{\text{s}}={\frac {50\,\mathrm {Hz} }{1}}=50\,\mathrm {s} ^{-1}}
Das ergibt eine Drehfelddrehzahl pro Minute von 3000 min−1.

### Drehfeld als Summe von drei Wechselfeldern
Das magnetische Drehfeld einer einpolpaarigen Dreiphasenmaschine kann wie in der Animation (oben) durch Summation von drei 120 Grad räumlich und zeitlich phasenverschobenen Wechselfeldern erzeugt werden. Dementsprechend gilt in Raumzeigerdarstellung:
{\displaystyle {\underline {B}}_{u}^{w}={\hat {B}}^{w}\cdot \cos(\omega t)\cdot \mathrm {e} ^{0}}
{\displaystyle {\underline {B}}_{v}^{w}={\hat {B}}^{w}\cdot \cos \left(\omega t-{\frac {2}{3}}\pi \right)\cdot \mathrm {e} ^{\mathrm {j} {\frac {2}{3}}\pi }}
{\displaystyle {\underline {B}}_{w}^{w}={\hat {B}}^{w}\cdot \cos \left(\omega t-{\frac {4}{3}}\pi \right)\cdot \mathrm {e} ^{\mathrm {j} {\frac {4}{3}}\pi }}
Die Summe der drei Wechselfelder ergibt nach mathematischer Umformung das Gesamtfeld:
{\displaystyle {\underline {B}}^{d}={\underline {B}}_{u}^{w}+{\underline {B}}_{v}^{w}+{\underline {B}}_{w}^{w}}
{\displaystyle {\underline {B}}^{d}={\frac {3}{2}}{\hat {B}}^{w}\mathrm {e} ^{\mathrm {j} \omega t}}
Die magnetische Induktion des dreiphasig erzeugten Drehfeldes hat also den zeitlich konstanten 1,5-fachen Betrag der Induktion der einzelnen Wechselfelder und rotiert mit der Kreisfrequenz {\displaystyle \omega }.

## Besondere Anwendungen
Selbstständig anlaufende Wechselstrommotoren erzeugen ein Drehfeld durch eine Phasenverschiebung. Eine Phasenverschiebung des elektrischen Stroms wird durch einen Kondensator, eine Phasenverschiebung des magnetischen Flusses durch Kurzschlussringe am Eisenkern erzielt (siehe Kondensatormotor, Spaltpolmotor).

## Drehfeldmessgerät

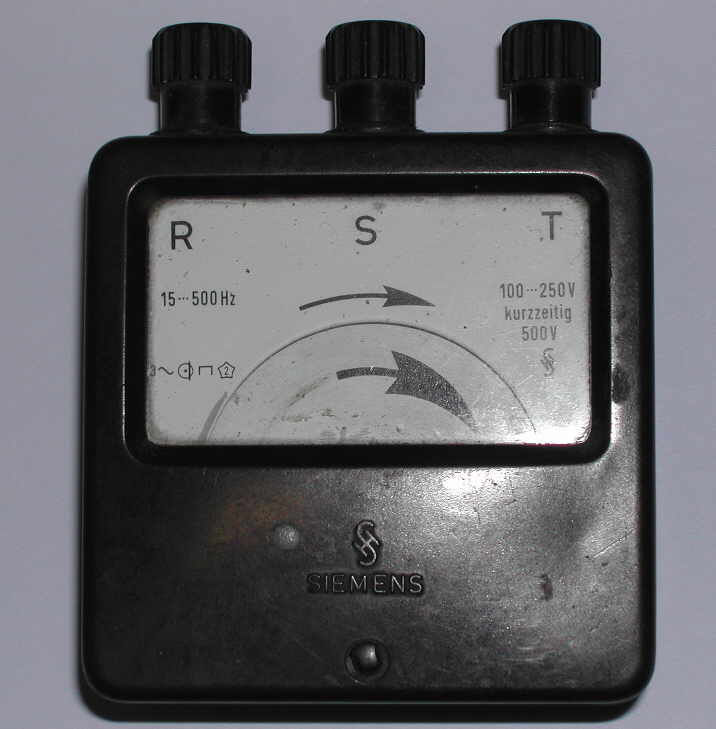
Historisches Drehfeldmessgerät

Um die Orientierung des Feldes zu erkennen, werden Drehfeldmessgeräte verwendet. Frühe Exemplare waren mit einem kleinen Elektromotor ausgerüstet, aktuelle Geräte arbeiten auf elektronischer Basis und können auch den Ausfall einer Phase anzeigen.

## Drehfeldtheorie
Im Rahmen der von Heinz Jordan 1950 maßgeblich geprägten Drehfeldtheorie wird die räumliche Verteilung einiger physikalischer Größen in einer elektrischen Maschine als Fourierreihen dargestellt. Betrachtet werden Strombeläge, magnetischer Luftspaltleitwert, magnetische Spannung zwischen zwei im Luftspalt gegenüberliegenden Punkten (Felderregung) und die magnetische Induktion des Luftspaltfeldes.
Im fortgeschrittenen Elektromaschinenbau sind Oberschwingungen und Oberwellen von besonderem Interesse, da sie für viele mitunter unerwünschte Effekte, zum Beispiel zusätzliche Stromwärmeverluste oder Geräusche verantwortlich sind.
Hierbei ist es wichtig, beide Begriffe voneinander zu trennen:
- Oberschwingungen sind zeitabhängig. Im Rahmen der Drehfeldtheorie können Strom, Spannung, Kraft und Drehmoment Oberschwingungen haben.
- Oberwellen sind ortsabhängig. Im Rahmen der Drehfeldtheorie betrifft dies Strombelag, Luftspaltleitwert, Induktion und Felderregung.[3]